# Società Sportiva Lanerossi Vicenza 1974-1975
Questa voce raccoglie le informazioni riguardanti la Società Sportiva Lanerossi Vicenza nelle competizioni ufficiali della stagione 1974-1975.

## Stagione
Nella stagione 1974-1975 il L.R. Vicenza ottiene 21 punti con il quattordicesimo posto in graduatoria, scendendo in Serie B con la Ternana penultima a 19 punti ed il Varese con 17 punti. Lo scudetto è stato vinto dalla Juventus con 43 punti davanti al Napoli con 41 punti, terza la Roma con 39 punti.
Dopo venti anni consecutivi in Serie A il Vicenza retrocede in Serie B, eppure è stata una stagione che è iniziata bene per i biancorossi con 3 vittorie e 3 pareggi nelle prime 10 partite, ma in inverno il Vicenza cala a picco, poi arriva la vittoria sul Milan (2-0) del 2 marzo e pare un colpo di reni, che tante volte ha permesso alla squadra veneta di rimettere in sesto stagioni tribolate, invece la truppa di Ettore Puricelli ripiomba nel buio, e neppure l'esonero del tecnico uruguaiano, sostituito a cinque turni dal termine dal mai dimenticato Manlio Scopigno, che nel frattempo aveva vinto uno scudetto con il Cagliari, serve a rimettere in piedi la baracca, con l'inevitabile ritorno in Serie B. In Coppa Italia il L.R. Vicenza disputa il girone 1 di qualificazione vinto dall'Inter, che si aggiudica (1-2) lo scontro diretto.

## Rosa
| N. |                   | Ruolo | Calciatore           |
| -- | ----------------- | ----- | -------------------- |
|    | Italia (bandiera) | P     | Adriano Bardin       |
|    | Italia (bandiera) | P     | Michelangelo Sulfaro |
|    | Italia (bandiera) | P     | Giorgio Ciaschini    |
|    | Italia (bandiera) | D     | Fabrizio Gorin       |
|    | Italia (bandiera) | D     | Giuseppe Longoni     |
|    | Italia (bandiera) | D     | Ugo Ferrante         |
|    | Italia (bandiera) | D     | Fabrizio Berni       |
|    | Italia (bandiera) | D     | Gianfranco Volpato   |
|    | Italia (bandiera) | D     | Luciano Battiston    |
|    | Italia (bandiera) | D     | Attilio Berti        |
|    | Italia (bandiera) | D     | Roberto De Petri     |
|    | Italia (bandiera) | C     | Giorgio Bernardis    |

| N. |                   | Ruolo | Calciatore               |
| -- | ----------------- | ----- | ------------------------ |
|    | Italia (bandiera) | C     | Renato Faloppa           |
|    | Italia (bandiera) | C     | Gianluigi Rigoni         |
|    | Italia (bandiera) | C     | Gianluigi Savoldi        |
|    | Italia (bandiera) | C     | Mario Perego             |
|    | Italia (bandiera) | C     | Domenico Fontana         |
|    | Italia (bandiera) | A     | Emiliano Macchi          |
|    | Italia (bandiera) | A     | Angelo Benedicto Sormani |
|    | Italia (bandiera) | A     | Alessandro Vitali        |
|    | Italia (bandiera) | A     | Gian Paolo Galuppi       |
|    | Italia (bandiera) | A     | Michele Nicoletto        |
|    | Italia (bandiera) | A     | Piero Stivanello         |

## Risultati

### Serie A

#### Girone di andata
| Cagliari 6 ottobre 1974 1ª giornata | Cagliari         | 0 – 0 | Lanerossi Vicenza | Stadio Sant'Elia\| Arbitro: \| Levrero (Genova) \| |
| Arbitro:                            | Levrero (Genova) |       |                   |                                                    |

| Arbitro: | Menicucci (Firenze) |

|             |           |                         |
| Longoni 58’ | Marcatori | 29’ Nanni 48’ Chinaglia |

| Arbitro: | Gussoni (Tradate) |

|                               |           |  |
| Massa 16’ Ferrante 30’ (aut.) | Marcatori |  |

| Arbitro: | Michelotti (Parma) |

|              |           |  |
| Ferrante 20’ | Marcatori |  |

| Arbitro: | Reggiani (Bologna) |

|              |           |  |
| Chiarugi 69’ | Marcatori |  |

| Arbitro: | Serafino (Roma) |

|  |           |                |
|  | Marcatori | 84’ G. Savoldi |

| Arbitro: | Lenardon (Siena) |

|             |           |  |
| Galuppi 23’ | Marcatori |  |

| Arbitro: | Mascali (Desenzano del Garda) |

|               |           |             |
| Prunecchi 19’ | Marcatori | 13’ Sormani |

| Firenze 8 dicembre 1974 9ª giornata | Fiorentina        | 0 – 0 | Lanerossi Vicenza | Stadio Comunale\| Arbitro: \| Gussoni (Tradate) \| |
| Arbitro:                            | Gussoni (Tradate) |       |                   |                                                    |

| Arbitro: | Ciacci (Firenze) |

|                             |           |  |
| Cera 50’ (aut.) Galuppi 77’ | Marcatori |  |

| Arbitro: | Prati (Parma) |

|             |           |  |
| Zandoli 55’ | Marcatori |  |

| Arbitro: | Gialluisi (Barletta) |

|  |           |                 |
|  | Marcatori | 30’, 83’ Curcio |

| Arbitro: | Michelotti (Parma) |

|                  |           |                                              |
| G.L. Savoldi 61’ | Marcatori | 15’ S. Mazzola 25’ M. Bertini 65’ G. Mariani |

| Arbitro: | Barboni (Firenze) |

|              |           |             |
| Sperotto 38’ | Marcatori | 80’ Sormani |

| Arbitro: | Menegali (Roma) |

|                  |           |                         |
| G.L. Savoldi 72’ | Marcatori | 41’ Bettega 53’ Capello |

#### Girone di ritorno
| Vicenza 2 febbraio 1975 16ª giornata | Lanerossi Vicenza             | 0 – 0 | Cagliari | Stadio Romeo Menti\| Arbitro: \| Mascali (Desenzano del Garda) \| |
| Arbitro:                             | Mascali (Desenzano del Garda) |       |          |                                                                   |

| Arbitro: | Gussoni (Tradate) |

|             |           |  |
| Franzoni 3’ | Marcatori |  |

| Arbitro: | Lazzaroni (Milano) |

|                        |           |                       |
| Vitali 21’ Sormani 44’ | Marcatori | 38’ Juliano 60’ Massa |

| Arbitro: | V. Lattanzi (Roma) |

|                         |           |             |
| C. Sala 61’ Agroppi 83’ | Marcatori | 89’ Longoni |

| Arbitro: | Reggiani (Bologna) |

|                        |           |  |
| Vitali 44’, 89’ (rig.) | Marcatori |  |

| Arbitro: | Benedetti (Roma) |

|                |           |             |
| G. Savoldi 89’ | Marcatori | 21’ Galuppi |

| Terni 16 marzo 1975 22ª giornata | Ternana          | 0 – 0 | Lanerossi Vicenza | Stadio Libero Liberati\| Arbitro: \| Gonella (Torino) \| |
| Arbitro:                         | Gonella (Torino) |       |                   |                                                          |

| Arbitro: | Serafino (Roma) |

|                   |           |           |
| Vitali 43’ (rig.) | Marcatori | 18’ Bedin |

| Arbitro: | Lazzaroni (Milano) |

|  |           |          |
|  | Marcatori | 27’ Caso |

| Arbitro: | Lenardon (Siena) |

|                               |           |            |
| Bertarelli 34’ Urban 57’, 75’ | Marcatori | 39’ Vitali |

| Arbitro: | Reggiani (Bologna) |

|                    |           |  |
| Sormani 10’ (rig.) | Marcatori |  |

| Arbitro: | Prati (Parma) |

|               |           |  |
| Negrisolo 16’ | Marcatori |  |

| Milano 4 maggio 1975 28ª giornata | Inter           | 0 – 0 | Lanerossi Vicenza | Stadio San Siro\| Arbitro: \| Menegali (Roma) \| |
| Arbitro:                          | Menegali (Roma) |       |                   |                                                  |

| Arbitro: | Benedetti (Roma) |

|                   |           |              |
| Vitali 70’ (rig.) | Marcatori | 63’ Sperotto |

| Arbitro: | Michelotti (Parma) |

|                                                         |           |  |
| Damiani 8’, 38’ Bettega 27’ Anastasi 36’ Cuccureddu 55’ | Marcatori |  |

### Coppa Italia

#### Girone 1
| Arbitro: | Turiano (Reggio Calabria) |

|                             |           |                               |
| Sormani 11’, 23’ Vitali 46’ | Marcatori | 32’, 73’ Marino 79’ Chiarenza |

| 1º settembre 1974 2ª giornata |  | – Turno di riposo L.R. VICENZA |  |  |

| Arbitro: | Menegali (Roma) |

|  |           |             |
|  | Marcatori | 26’ Sormani |

| Arbitro: | S. Marino (Taranto) |

|                  |           |  |
| Luigi Delneri 2’ | Marcatori |  |

| Arbitro: | Ciulli (Roma) |

|                   |           |                               |
| Vitali 48’ (rig.) | Marcatori | 26’ Boninsegna 30’ M. Bertini |

## Statistiche

### Statistiche di squadra
| Competizione | Punti | In casa | In casa | In casa | In casa | In casa | In casa | In trasferta | In trasferta | In trasferta | In trasferta | In trasferta | In trasferta | Totale | Totale | Totale | Totale | Totale | Totale | DR  |
| Competizione | Punti | G       | V       | N       | P       | Gf      | Gs      | G            | V            | N            | P            | Gf           | Gs           | G      | V      | N      | P      | Gf     | Gs     | DR  |
| ------------ | ----- | ------- | ------- | ------- | ------- | ------- | ------- | ------------ | ------------ | ------------ | ------------ | ------------ | ------------ | ------ | ------ | ------ | ------ | ------ | ------ | --- |
| Serie A      | 21    | 15      | 5       | 4       | 6       | 14      | 15      | 15           | 0            | 7            | 8            | 5            | 19           | 30     | 5      | 11     | 14     | 19     | 34     | -15 |
| Coppa Italia | 3     | 2       | 0       | 1       | 1       | 4       | 5       | 2            | 1            | 0            | 1            | 1            | 1            | 4      | 1      | 1      | 2      | 5      | 6      | -1  |
| Totale       | 24    | 17      | 5       | 5       | 7       | 18      | 20      | 17           | 1            | 7            | 9            | 6            | 20           | 34     | 6      | 12     | 16     | 24     | 40     | -16 |

### Statistiche dei giocatori
In campionato si aggiunga una autorete a favore.
| Giocatore     | Serie A  | Serie A | Serie A     | Serie A    | Coppa Italia | Coppa Italia | Coppa Italia | Coppa Italia | Totale   | Totale | Totale      | Totale     |
| Giocatore     | Presenze | Reti    | Ammonizioni | Espulsioni | Presenze     | Reti         | Ammonizioni  | Espulsioni   | Presenze | Reti   | Ammonizioni | Espulsioni |
| ------------- | -------- | ------- | ----------- | ---------- | ------------ | ------------ | ------------ | ------------ | -------- | ------ | ----------- | ---------- |
| A. Bardin     | 26       | -24     | ?           | ?          | 4            | -5           | ?            | ?            | 30       | -29    | ?           | ?          |
| M. Sulfaro    | 5        | -9      | ?           | ?          | 0            | 0            | ?            | ?            | 5        | -9     | ?           | ?          |
| G. Ciaschini  | 1        | -1      | ?           | ?          | 0            | 0            | ?            | ?            | 1        | -1     | ?           | ?          |
| F. Gorin      | 28       | 0       | ?           | ?          | 2            | 0            | ?            | ?            | 30       | 0      | ?           | ?          |
| G. Longoni    | 28       | 2       | ?           | ?          | 4            | 0            | ?            | ?            | 32       | 2      | ?           | ?          |
| U. Ferrante   | 27       | 1       | ?           | ?          | 4            | 0            | ?            | ?            | 31       | 1      | ?           | ?          |
| F. Berni      | 29       | 0       | ?           | ?          | 2            | 0            | ?            | ?            | 31       | 0      | ?           | ?          |
| G. Volpato    | 6        | 0       | ?           | ?          | 3            | 0            | ?            | ?            | 9        | 0      | ?           | ?          |
| L. Battiston  | 0        | 0       | ?           | ?          | 0            | 0            | ?            | ?            | 0        | 0      | ?           | ?          |
| A. Berti      | 9        | 0       | ?           | ?          | 3            | 0            | ?            | ?            | 12       | 0      | ?           | ?          |
| R. De Petri   | 6        | 0       | ?           | ?          | 1            | 0            | ?            | ?            | 7        | 0      | ?           | ?          |
| G. Bernardis  | 27       | 0       | ?           | ?          | 2            | 0            | ?            | ?            | 29       | 0      | ?           | ?          |
| R. Faloppa    | 22       | 0       | ?           | ?          | 4            | 0            | ?            | ?            | 26       | 0      | ?           | ?          |
| G. Rigoni     | 1        | 0       | ?           | ?          | 0            | 0            | ?            | ?            | 1        | 0      | ?           | ?          |
| G. Savoldi    | 30       | 2       | ?           | ?          | 4            | 0            | ?            | ?            | 34       | 2      | ?           | ?          |
| M. Perego     | 22       | 0       | ?           | ?          | 1            | 0            | ?            | ?            | 23       | 0      | ?           | ?          |
| D. Fontana    | 2        | 0       | ?           | ?          | 0            | 0            | ?            | ?            | 2        | 0      | ?           | ?          |
| E. Macchi     | 9        | 0       | ?           | ?          | 1            | 0            | ?            | ?            | 10       | 0      | ?           | ?          |
| A.B. Sormani  | 22       | 4       | ?           | ?          | 4            | 3            | ?            | ?            | 26       | 7      | ?           | ?          |
| A. Vitali     | 22       | 6       | ?           | ?          | 3            | 2            | ?            | ?            | 25       | 8      | ?           | ?          |
| G.P. Galuppi  | 27       | 3       | ?           | ?          | 4            | 0            | ?            | ?            | 31       | 3      | ?           | ?          |
| M. Nicoletto  | 5        | 0       | ?           | ?          | 0            | 0            | ?            | ?            | 5        | 0      | ?           | ?          |
| P. Stivanello | 1        | 0       | ?           | ?          | 0            | 0            | ?            | ?            | 1        | 0      | ?           | ?          |